# Валищевский сельсовет
Валищевский сельсовет—упразднённая административно-территориальная единица, существовавшая на территории Московской губернии и Московской области до 1954 года.
Валищевский с/с был образован в первые годы советской власти. По состоянию на 1919 год он входил в Шебанцевскую волость Подольского уезда Московской губернии.
В 1926 году Валищевский с/с включал село Валищево и деревню Меньшово.
В 1929 году Валищевский сельсовет вошёл в состав Подольского района Московского округа Московской области. При этом к нему был присоединён Лопаткинский (селения Александровка и Лопаткино) с/с бывшей Добрятинской волости.
14 июня 1954 года Валищевский с/с был упразднён, а его территория (селения Александровка, Валищево, Лопаткино и Меньшово) включена в Сынковский с/с.